# NGC 2665
NGC 2665 is een balkspiraalstelsel in het sterrenbeeld Waterslang. Het hemelobject werd in 1886 ontdekt door de Amerikaanse astronoom Frank Muller.

## Synoniemen
- ESO 563-19
- MCG -3-23-4
- UGCA 144
- IRAS 08437-1907
- PGC 24634